# Alofi (Wallis y Futuna)
Alofi es una isla de Polinesia en el océano Pacífico occidental. Forma parte, junto con la isla Futuna (al noroeste) y algunas islas de coral, del archipiélago de Hornos, perteneciente a la Colectividad de ultramar francesa de Wallis y Futuna. 
En 2003 tenía una población estable de 2 personas, pero en las épocas pre-europeas, estaba tan densamente poblada como Futuna. La isla esta bajo la soberanía del jefe de Alo. 
Sologa (en el norte), Sa'avaka (en el sureste), Alofitai (al oeste), y Mua (al noroeste) fueron antiguas aldeas. Algunos mapas muestran también un pueblo Gaino en el norte. Muchos habitantes de Futuna, aprovechan la corta distancia que los separa de Alofi (2 kilómetros) para mantener en la isla plantaciones que son visitadas semanalmente. 
La isla tiene un área de 32 km² y está rodeada por un arrecife de coral. El Monte Kolofau (también llamado Monte Bougainville) de 410 m es el punto más alto.
La punta Afaga, en el sur de Alofi es el lugar más alejado de París, en todas las tierras dependientes de Francia (esta a 16 252 kilómetros de la capital francesa).